# خوالف (فقه)
الخوالف في المصطلح السلامي يراد به النساء اللواتي خلفهن الرجال في البيوت. أو سافروا للجهاد وتركوهن في البيوت. حيث أن للنساء عذر شرعي في التخلف عن الخروج للجهاد في سبيل الله، ومثلهن في الحكم: الصبيان المجنون والمعتوه والشيخ الهرم. وقد ورد ذكرهم في القرآن في معرض الرد على المتخلفين عن الخروج بغير عذر، في قول الله تعالى: ﴿إِنَّمَا السَّبِيلُ عَلَى الَّذِينَ يَسْتَأْذِنُونَكَ وَهُمْ أَغْنِيَاءُ رَضُوا بِأَنْ يَكُونُوا مَعَ الْخَوَالِفِ وَطَبَعَ اللَّهُ عَلَى قُلُوبِهِمْ فَهُمْ لَا يَعْلَمُونَ ۝٩٣﴾. فالمخلفون هم الذين تخلفوا عن الخروج بلا عذر شرعي، وقد جاء وصفهم بأنهم رضوا بأن يكونوا مع الخوالف أي: مع النساء اللواتي خلفهن الرجال في البيوت.